# Heinrich Königbauer

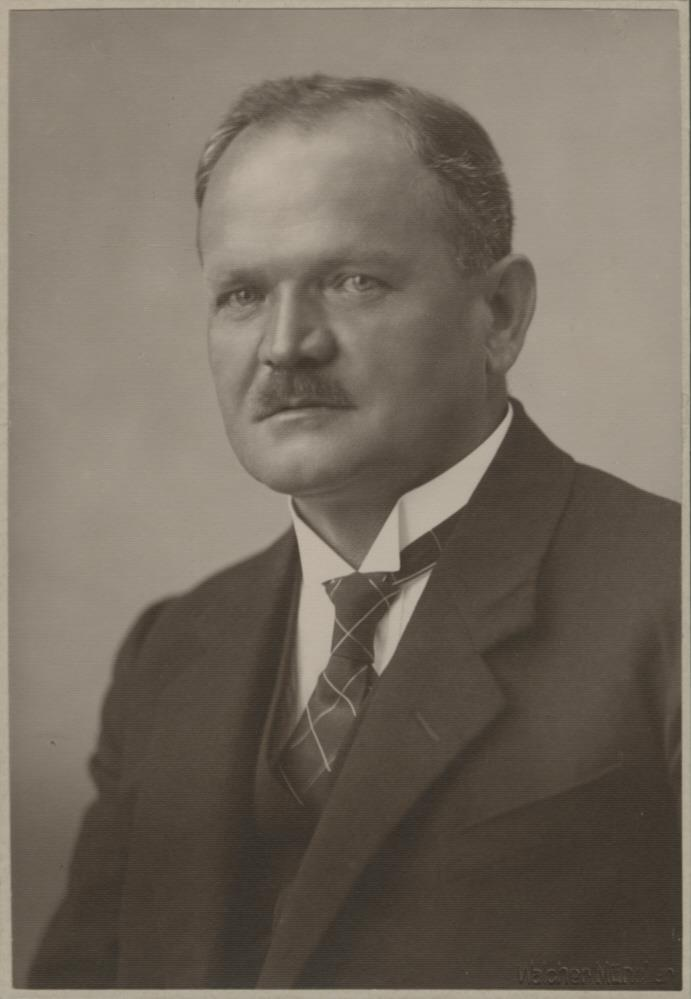
Heinrich Königbauer

Heinrich Königbauer (* 11. November 1876 in München; † 31. Juli 1929 ebenda) war ein deutscher Politiker (Zentrum, BVP).

## Leben
Königbauer war Schreiner und ab 1902 als Arbeitersekretär in München tätig. Er trat 1907 in die Deutsche Zentrumspartei ein und war von 1907 bis 1911 Mitglied der Kammer der Abgeordneten. Von 1912 bis 1924 war er ebenfalls Mitglied des Magistrats bzw. des Stadtrats in München. 1919 wechselte er zur Bayerischen Volkspartei (BVP) über. Von November 1918 bis Januar 1919 war er Mitglied des Provisorischen Nationalrates für das Ortskartell der christlichen Gewerkschaften Münchens und Bezirksverband der katholischen Arbeiter- und Arbeiterinnenvereine in München. 1919 wurde er in den Bayerischen Landtag gewählt, dem er bis zu seinem Tode angehörte. Zunächst wurde er zum 1. Vizepräsident gewählt und später vom 19. März 1920 (wiedergewählt 1924 und 1928) bis zu seinem Tode 1929 amtierte er als Präsident des Bayerischen Landtages. Ab 1922 fungierte er zusätzlich als Direktor des Landesamts für Arbeitsvermittlung in München, eine Aufsichtsbehörde für die kommunalen Arbeitsämter, die durch das Reichsgesetz vom 22. Juli 1922 geschaffen wurde. Von 1924 bis 1929 war er der Vorsitzende des Verbands Süddeutscher katholischer Arbeitervereine. Am 11. Juni 1929 wurde er ins Krankenhaus Nymphenburg eingeliefert. Trotz zweier Operationen konnte sein Leben nicht erhalten werden und er verstarb am 31. Juli 1929 im Alter von 52 Jahren.

## Ehrungen
- Königbauer wurde die Ehrendoktorwürde Dr. med. h. c. verliehen.
- 1945 wurde zu seinen Ehren die Königbauerstraße in München–Nymphenburg benannt.

## Schriften
- Kurt Königsberger: Die wirtschaftliche Demobilmachung in Bayern während der Zeit vom November 1918 bis Mai 1919, in: Zeitschrift des Bayerischen Statistischen Landesamtes, Nr. 52, 1920, S. 193–226.